# Pløjning hos en Hedebonde, Videbæk ved Herning
|  | Denne artikel er oprettet af botten Steenthbot ud fra en ekstern database. Den kan derfor have sproglige fejl eller mangler. Denne skabelon kan fjernes efter kontrol af indholdet. |

Pløjning hos en Hedebonde, Videbæk ved Herning er en dansk dokumentarisk optagelse fra 1930.

## Handling
Bonden henter en ko og en hest på marken og spænder dem for ploven. Herefter pløjer han sin mark.

Optagelsen er lavet af museumsinspektør Kai Uldall (1890-1988), som meget tidligt arbejdede med filmmediet som kulturhistorisk dokumentation.